# Teja Zupan
Teja Zupan, slovenska plavalka, * 4. december 1990, Radovljica.
Zupanova je za Slovenijo nastopila na Poletnih olimpijskih igrah 2008 v Pekingu, kjer je plavala na 10 kilometrov na prostem in osvojila 12. mesto.